# 왕십리 김종분
왕십리 김종분(Kim Jong-boon of Wangshimni)은 대한민국에서 제작된 김진열 감독의 2021년 다큐멘터리 영화이다. 김종분 등이 주연으로 출연하였다.

## 출연

### 주연
- 김종분
- 김귀임
- 김종수
- 정유인

## 제작진
- 구성: 남태제
- 구성: 손윤정
- 구성: 김진열
- 프로듀서: 곽용수
- 제작관리: 김화범
- 제작관리: 황예샘
- 조감독: 고동선
- 믹싱: 이주석
- 음악지원: 노경환
- 음악지원: 박경필
- 시각효과: 백승화
- 광고디자인: 김내은
- 광고디자인: 우민혁
- 디지털색보정: 김형희
- 영문 번역: 조응주
- 자막: 노재원
- DCP: 나일선
- DCP: 노재원
- 현장사진: 윤헌태
- 배급총괄: 곽용수
- 국내배급: 김인희
- 국내배급: 황다정
- 국내배급: 박누리
- 해외배급/마케팅: 이영인
- 해외배급/마케팅: 김호진
- 국내배급지원: 김화범
- 국내배급지원: 황예샘
- 마케팅홍보: 조계영
- 마케팅홍보: 서정민
- 마케팅홍보: 송치욱
- 마케팅홍보: 주소연
- 멀티미디어: 최진재
- 온라인 마케팅: 배기정
- 온라인 마케팅: 유병주
- 온라인 마케팅: 류원열
- 온라인 마케팅: 이다혜
- 온라인 마케팅: 이지호
- 온라인 디자인: 구수연
- 온라인 디자인: 장하윤
- 온라인 디자인: 김수연